# Gurjevsk
Gurjevsk (russisk: Гу́рьевск; tr. Gúrjevsk), indtil 1946 kendt som Neuhausen (tysk: Neuhausen; polsk: Romnowo), er en by i Rusland. Byen ligger i Kaliningrad oblast, der er en russisk eksklave mellem Polen og Litauen. 
Gurjevsk ligger i den vestlige del af oblasten, ca. 7 kilometer nordøst for byen Kaliningrad. Byen har et indbyggertal på 27.751 (2023) indbyggere. Den blev grundlagt i 1262  og fik bystatus i 1946. Gurjevsk er hovedby i Gurjevsk rajon (distrikt) i Kaliningrad oblast (region).